# Neolophonotus coronatus
Neolophonotus coronatus là một loài ruồi trong họ Asilidae. Neolophonotus coronatus được Londt miêu tả năm 1987. Loài này phân bố ở vùng nhiệt đới châu Phi.